# Монестеріо
Монестеріо (ісп. Monesterio) — муніципалітет в Іспанії, у складі автономної спільноти Естремадура, у провінції Бадахос. Населення — 4414 осіб (2010).
Муніципалітет розташований на відстані близько 340 км на південний захід від Мадрида, 110 км на південний схід від Бадахоса.

## Демографія
Динаміка населення (INE ):